# 킴 헌터
킴 헌터(Kim Hunter, 1922년 11월 12일 ~ 2002년 9월 11일)는 미국의 배우이다.

## 영화
- 캔터베리 이야기 (1944년 영화)
- 천국으로 가는 계단
- 욕망이라는 이름의 전차 (1951년 영화)
- 혹성탈출 (1968년 영화)
- 혹성탈출: 지하도시의 음모
- 혹성탈출: 제3의 인류
- 미드나잇 가든

## 텔레비전
- 만닉스
- 보난자 (드라마)
- 형사 콜롬보
- 제6지대
- 미션 임파서블
- 제시카의 추리극장
- 올 마이 칠드런
- 매드 어바웃 유
- 애즈 더 월드 턴즈